# Areceae
Die Areceae sind eine Tribus der Familie der Palmengewächse (Arecaceae). Die Pflanzenarten dieser Verwandtschaftsgruppe kommen im indopazifischen Raum vor und sind morphologisch vor allem durch das Vorhandensein nur einer Samenanlage bzw. dann eines Samens pro Frucht gekennzeichnet.

## Merkmale
Die Vertreter der Areceae sind kleine bis große Palmen, sie können stammlos, aufrecht oder selten auch kletternd sein. Sie können bewehrt oder unbewehrt sein. Die Blätter sind gefiedert oder ganz und zweiteilig. Die Spitzen der Fiederblättchen sind ganz oder ausgebissen. Die Blattscheiden bilden meist einen Kronenschaft, dieser kann aber auch fehlen.
Die Blütenstände stehen unter oder zwischen den Blättern, sie sind ährenförmig oder stark verzweigt. Die Hochblätter am Blütenstand bestehen meist aus einem Vorblatt und einem einzelnen Hochblatt am Blütenstandsstiel. Die Blüten stehen im unteren Bereich des Blütenstands in Triaden, distal dann häufig nur mehr einzeln und zu zweit, dann nur mehr als männliche Blüten. Die Triaden sind häufig in die Achse eingesenkt. Die weiblichen Blüten haben freie oder im untersten Bereich verwachsene Kronblätter. Die Staminodien sind meist frei, sehr selten zu einem auffälligen Ring verwachsen. Das Gynoeceum ist pseudomonomer, besteht also scheinbar nur aus einem Fruchtblatt.
An der Frucht stehen die Narbenreste basal oder apikal. Das Exokarp ist glatt.

## Verbreitung
Die Vertreter sind im Indopazifischen Raum beheimatet. Das Verbreitungsgebiet reicht von Madagaskar über den Süden Indiens und Südostasien im Norden fast bis Japan, im Süden über Indonesien und den Norden Australiens bis zur Nordinsel Neuseelands. Besonders hoch ist die Artenvielfalt auf dem Inselbogen des westlichen Pazifik.

## Systematik
Die Areceae im Sinne von Dransfield et al. (2008) werden in den meisten Studien als natürliche Verwandtschaftsgruppe (Monophylum) identifiziert. Aufgrund ihrer Verbreitung und Merkmale werden die Areceae auch als Indopazifische Pseudomonomere Klade bezeichnet. Ihre genaue Stellung ist nicht eindeutig gesichert, wohl aber ihre Zugehörigkeit zur core arecoid clade innerhalb der Arecoideae. Es wurden unterschiedlichste Schwestergruppen vorgeschlagen.
Innerhalb der Tribus Areceae unterscheiden Dransfield et al. (2008) elf Subtriben. Die Verwandtschaftsverhältnisse zwischen diesen Triben sind weitgehend ungeklärt. Allerdings gibt es mittelmäßig abgesicherte Klade aus westpazifischen Subtriben: Rhopalostylidinae, Basseliniinae, Carpoxylinae, Laccospadicinae, Clinsopermatinae, Ptychospermatinae, Archonotphoenicinae sowie Dransfieldia und Heterospathe. Zusätzlich gibt es zehn Gattungen, die zwar eindeutig zu den Areceae gehören, aber keiner Subtribus zugeordnet werden können. Diese werden daher als incertae sedis geführt.
Aufgrund der unsicheren Verwandtschaftsverhältnisse werden die Subtriben in alphabetischer Reihenfolge angeführt:

### Archontophoenicinae
Die Vertreter sind mittelgroße bis große Palmen. Die Blätter sind gefiedert, die Fiederblättchen ganzrandig. Der Kronenschaft ist stets gut ausgebildet. Die Blütenstände sind zwei- bis dreifach verzweigt. Vorblatt und Hochblatt am Blütenstandsstiel sind ähnlich. Das Gynoeceum ist pseudomonomer. Die Vertreter sind auf Neuguinea, Australien und Neukaledonien beschränkt. Eine Gruppe von vier der fünf Arten wird häufig als monophyletisch angesehen, Actinorhytis ist seltener Teil der gleichen Klade, ihre Stellung ist noch unsicher.
- Actinorhytis
- Archontophoenix
- Actinokentia
- Chambeyronia
- Kentiopsis

### Arecinae
Die drei Gattungen sind in den Regenwäldern von Südostasien und Malesien, zum Teil noch im Westpazifik heimisch. Ihnen fehlen die Hochblätter am Blütenstandsstiel. Es sind kleine bis mittelgroße Palmen. Die Blattscheiden bilden fast immer einen Kronenschaft. Der Blütenstand ährig oder ein- bis dreifach verzweigt. Es gibt ein häutiges Vorblatt, das den Blütenstand bis zur Anthese einschließt. An der Frucht stehen die Narbenreste apikal.
- Betelpalmen (Areca)
- Nenga
- Pinanga
  - Pinanga subterranea

### Basseliniinae
Das Areal der Gruppe umfasst Neukaledonien, Vanuatu, Fidschi, die Salomonen und den Bismarck-Archipel. Kennzeichnend ist das unvollständig röhrige Vorblatt am Blütenstand. Das Endokarp ist häufig ornamentiert. Die Palmen sind klein bis mittelgroß, ein Kronenschaft wird gebildet, fehlt nur bei Cyphosperma und ist schwach ausgebildet bei Burretiokentia. Die Blütenstände sind stark verzweigt. Die Monophylie der Gruppe ist nicht eindeutig geklärt, sie ist jedoch morphologisch gut definiert.
- Basselinia
- Burretiokentia
- Cyphophoenix
- Cyphosperma
- Lepidorrhachis
- Physokentia

### Carpoxylinae
Die Vertreter sind kräftige Palmen mit gefiederten Blättern. Die Spitzen der Fiederblättchen sind ganzrandig. Die Blattscheiden bilden einen Kronenschaft. Das Vorblatt ist viel kürzer als die Hochblätter am Blütenstandsstiel. Es gibt ein bis zwei vergrößerte Hochblätter, die den Blütenstand im Knospenstadium vollständig einhüllen. Die drei Gattung kommen sehr verstreut im westlichen Pazifik vor: eine auf Vanuatu, eine auf Vanuatu und Fidschi und die dritte auf den Ryūkyū-Inseln.
- Carpoxylon
- Satakentia
- Neoveitchia

### Clinospermatinae
Die Vertreter sind mittelgroße Palmen mit gefiederten Blättern. Die Spitzen der Blattfiedern sind ganzrandig. Die Blattscheiden bilden meist einen deutlichen Kronenschaft. Die Blütenstände sind meist stark verzweigt. Das Vorblatt ist vollständig röhrenförmig. Es gibt meist zwei Hochblätter am Blütenstandsstiel. Bei den Staubbeuteln fehlen die Konnektive fast völlig. Die Subtribus ist auf Neukaledonien endemisch.
- Cyphokentia
- Clinosperma

### Dypsidinae

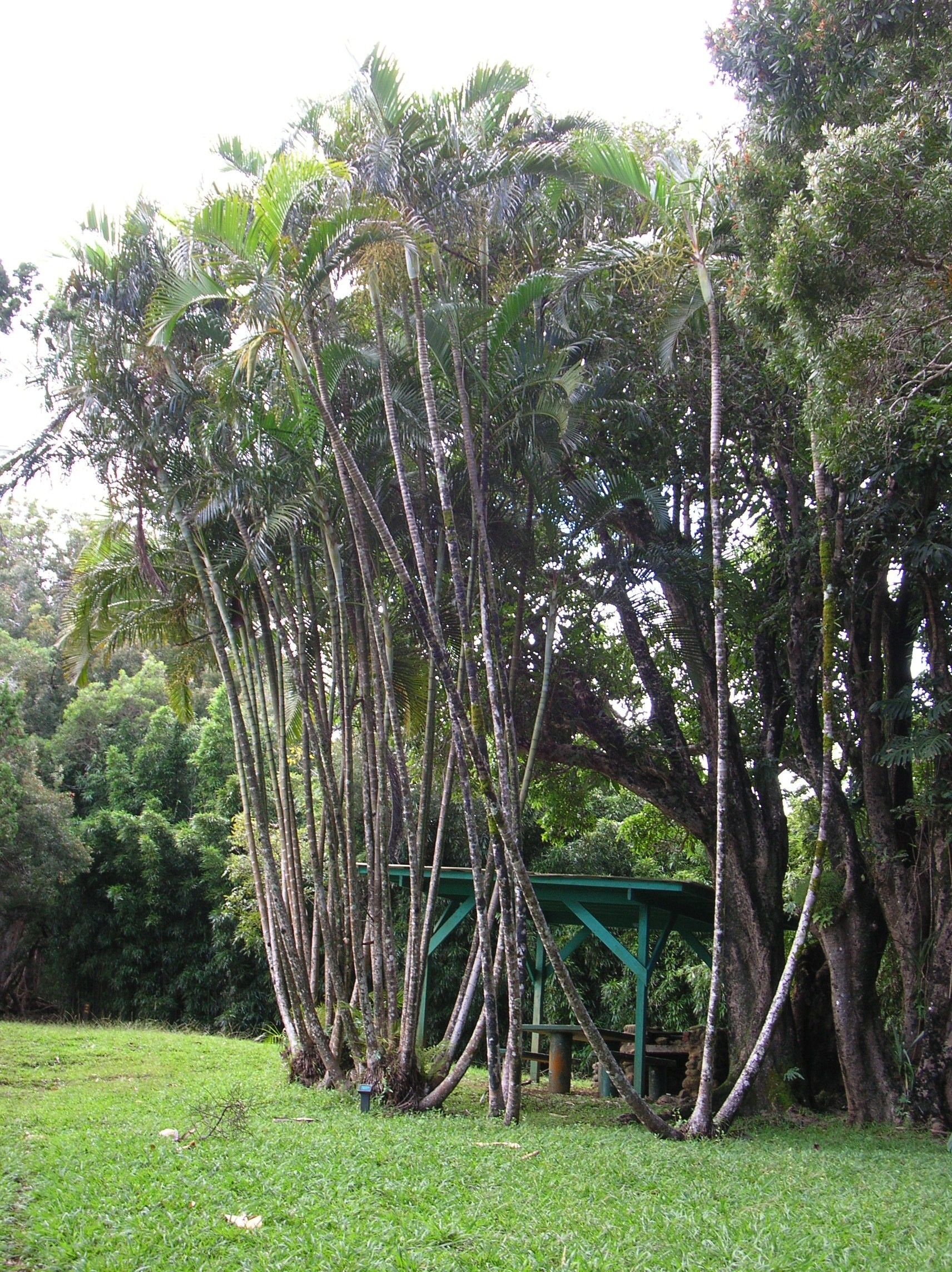
Dypsis lutescens

Die Vertreter sind kleine bis sehr große Palmen, ohne Stamm oder aufrecht oder selten auch kletternd. Die Blätter sind zweiteilig und ganzrandig, oder gefiedert. Die Blattscheiden bilden häufig einen Kronenschaft. Die Blütenstände sind zwittrig, nur selten sind sie eingeschlechtig. Es gibt 3 bis 6 Staubblätter, selten bis über 50. Generell gibt es innerhalb der Subtribus eine große morphologische Vielfalt. Gemeinsam ist ihnen lediglich das Vorkommen auf Madagaskar. Die Monophylie der Subtribus ist nicht endgültig abgesichert.
- Dypsis
- Lemurophoenix
- Marojejya
- Masoala

### Laccospadicinae

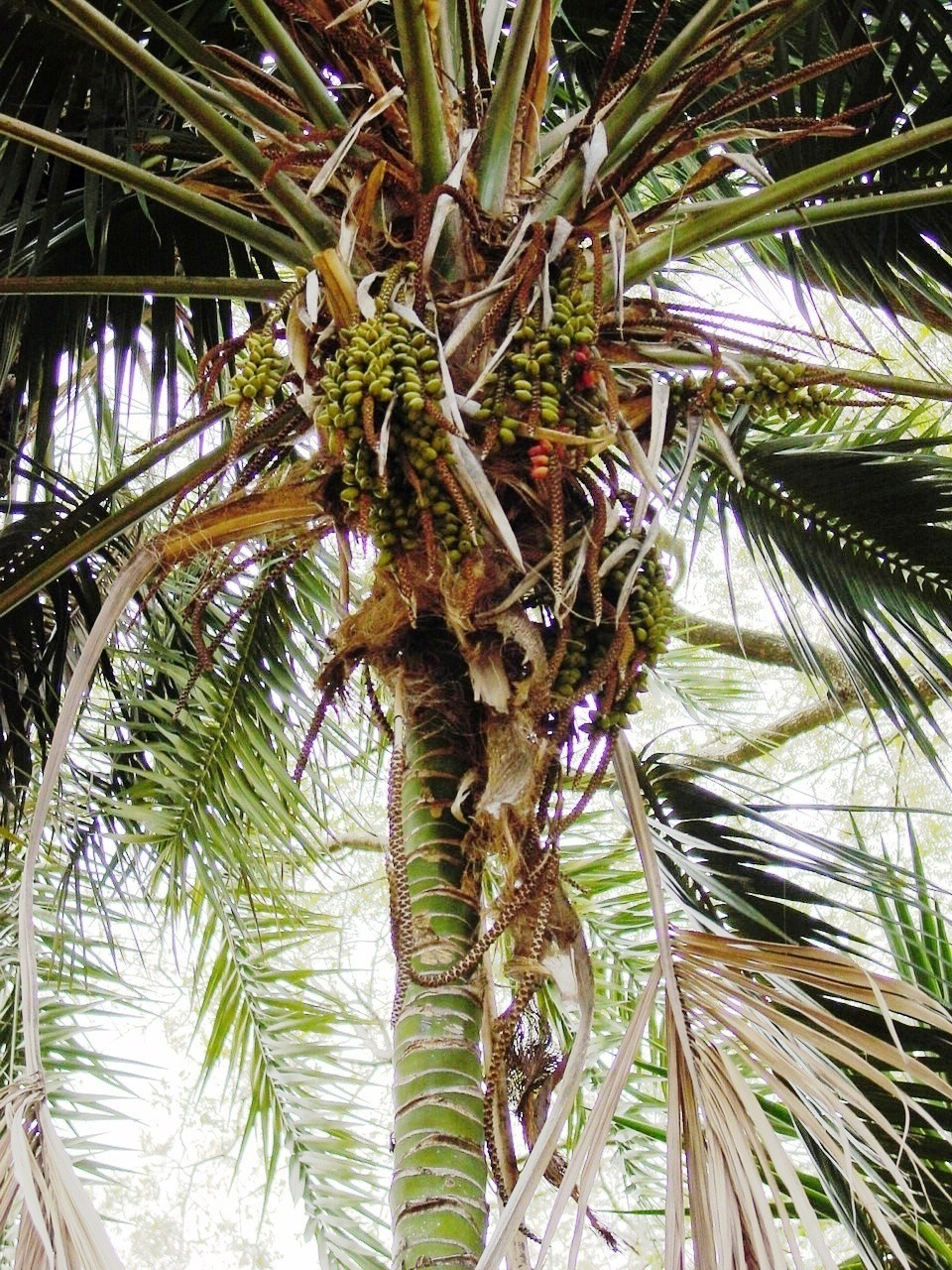
Howea forsteriana

Die Vertreter sind eher klein und schlank. Kennzeichnende Merkmale sind: die Blattscheiden bilden keinen Kronenschaft, die Blütenstände sind stets ährenförmig und die Blütentriaden sitzen in Gruben. Das Vorblatt bleibt erhalten, meist ist es zwischen den Blattscheiden verborgen. Die Arten kommen auf Neuguinea, den Molukken, in Australien und auf der Lord-Howe-Insel vor. Die Monophylie der Gruppe ist gesichert, mit Ausnahme der Zuordnung von Calyptrocalyx, die nicht immer dieser Gruppe zugeordnet wird.
- Calyptrocalyx
- Linospadix
- Howea
- Laccospadix

In Genera Palmarum 2 wurde die Subtribus noch unter dem Namen Linospadicinae geführt. Da dies jedoch ein illegitimer Name ist, wurde 2011 für die Subtribus der Name Laccospadicinae eingeführt und 2016 von Baker und Dransfield in ihrer Familien-Klassifikation übernommen.

### Oncospermatinae
Die Vertreter sind mittelgroße bis große, aufrechte Palmen, die mit Stacheln bewehrt sind, zumindest in der Jugend. Die Blattscheiden bilden einen deutlichen Kronenschaft. Die Blütenstände stehen zwischen den Blättern, sind zwittrig und mindestens zweifach verzweigt. Vorblatt und Hochblatt am Blütenstandsstiel sind in Form und Größe ähnlich, beide fallen meist zu Blütezeit ab. Die männlichen Blüten sind meist asymmetrisch. Die Vertreter sind auf den Inseln des Indischen Ozeans und den angrenzenden Gebieten des asiatischen Festlandes und West-Malesien beheimatet.
- Oncosperma
- Deckenia
- Acanthophoenix
- Tectiphiala

### Ptychospermatinae
Die Vertreter sind kleine bis große Palmen mit gefiederten Blättern und ausgerissenen Blattspitzen, und deutlich entwickeltem Kronenschaft. Die Blütenstände sind weit verzweigt. Vorblatt und Hochblatt am Blütenstandsstiel sind ähnlich, sitzen nahe beisammen; das Hochblatt kann aber auch wesentlich größer sein und das Vorblatt durchdringen. Die männlichen Blüten sind größer als die weiblichen und patronenförmig. Es gibt zahlreiche Staubblätter. Die Subtribus ist in Ost-Malesien weit verbreitet und reicht bis Fidschi, Samoa und Australien. Ein disjunktes Vorkommen gibt es auf Palawan (Philippinen) und eines auf den Karolinen. Die Subtribus wird in den meisten Untersuchungen als monophyletisch gesehen.
- Ptychosperma
- Ponapea
- Adonidia
- Solfia
- Balaka
- Veitchia
- Carpentaria
- Wodyetia
- Drymophloeus
- Normanbya
- Brassiophoenix
- Ptychococcus

### Rhopalostylidinae

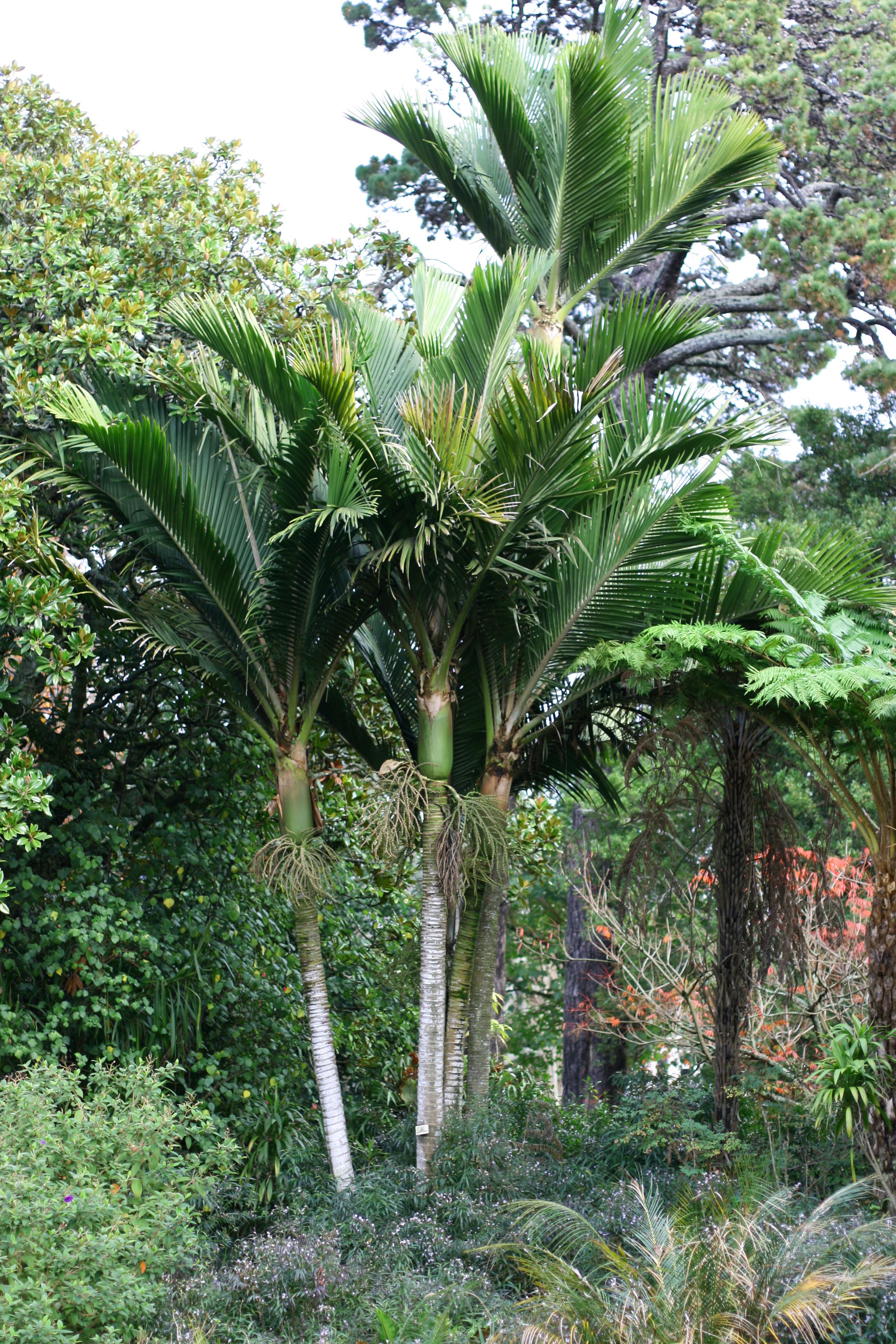
Rhopalostylis baueri

Die Vertreter sind mittelgroße, monözische Palmen mit gefiederten Blättern, die Fiederblättchen haben ganzrandige Enden. Die Blattscheiden bilden einen deutlichen, kurzen und gedrungenen Kronenschaft. Die Blütenstände stehen zwischen den Blättern, der Blütenstandsstiel ist sehr kurz. Vorblatt und Hochblatt am Blütenstandsstiel umhüllen im Knospenstadium den Blütenstand. Die männlichen Blüten sind asymmetrisch und tragen 6 bis 10 Staubblätter.
- Rhopalostylis: auf Neuseeland sowie den Norfolk-, Chatham- und der Raoul-Insel
- Hedyscepe: auf der Lord-Howe-Insel

### Verschaffeltiinae
Die Vertreter sind kleine bis mittelgroße, mit Stacheln bewehrte Palmen. Die Blattscheiden bilden meist keinen deutlichen Kronenschaft. Die Blütenstände stehen zwischen den Blättern, tragen Blüten beider Geschlechter und mindestens zweifach verzweigt. Das Vorblatt ist meist wesentlich länger als das Hochblatt am Blütenstandsstiel, es ist meist ausdauernd. Die männlichen Blüten sind meist symmetrisch. Die Subtribus besteht aus vier monotypischen Gattungen, die alle auf die Seychellen begrenzt sind.
- Nephrosperma
- Phoenicophorium
- Roscheria
- Verschaffeltia

### Incertae sedis Areceae
Folgende Gattungen werden als incertae sedis in die Areceae gestellt, ohne dass sie einer Subtribus zugeordnet werden:
- Bentinckia
- Clinostigma
- Cyrtostachys
- Dictyosperma
- Dransfieldia
- Heterospathe
- Hydriastele
- Iguanura
- Loxococcus
- Rhopaloblaste

## Belege
- John Dransfield, Natalie W. Uhl, Conny B. Asmussen, William J. Baker, Madeline M. Harley, Carl E. Lewis: Genera Palmarum. The Evolution and Classification of Palms. 2. Auflage, Royal Botanic Gardens, Kew 2008, ISBN 978-1-84246-182-2, S. 493 ff.